# 三重交通サ150形電車
三重交通サ150形電車（みえこうつうサ150がたでんしゃ）は三重交通が三重線および北勢線（現在の三岐鉄道北勢線）の旧形客車代替用として製造した客車あるいは電車用付随車の1形式である。ここでは同一目的で製造されたサ100形および既存の客車からの改造でそれらの先駆となったサニ431およびサ381・391についても記述する。

## 概要
1944年に三重県下の鉄軌道の大半を統合する形で成立した三重交通では、統合された各社が保有していた種々雑多な車両群、ことに762mm軌間の各社から承継された老朽化した客車群の取り扱いが問題となった。
これらの中には、1943年に国鉄名松線の開業で全廃となった中勢鉄道からの譲渡車が多数含まれており、それでも車両の絶対数に不足が生じていた戦時中は引き続き使用されていたが、戦後、それらの種々雑多な小型老朽車両の淘汰と規格化された新造車への置き換えが急務となった。
そこで、合併直前の1944年1月に北勢電気鉄道がやはり中勢鉄道から譲受したものの、あまりに小型で使い物にならなかった30人乗りのキホハ28、の車体を新造の大型木造車体で置き換え、10m級の旅客・荷物合造客車であるサニ431としたのにならって、1948年に日之出車輛工業なるメーカーで老朽化した旧中勢鉄道譲受車であるサ362と四日市鉄道開業以来のサ341の台枠や台車などを流用して車体をサニ431と同様の形状で新造し、サ381・391とした。
もっとも、これらは種車の構造の相違から各部の仕様や寸法が微妙に異なり取り扱い上不便であったらしく、以後の増備は既存車の改造ではなく完全新造車の量産に切り替えられることとなった。
そこで先のサ381・391の改造を担当した日之出車輛工業と大平車輛という2つのメーカーへ各3両ずつ、これらの改造車に準じた仕様の9m級木造客車が発注された。これらは1950年6月にサ100形101 - 106として竣工し、日之出車輛工業製の101 - 103は三重線へ、大平車輛製の104 - 106は北勢線へ、それぞれ配置された。
さらに、同じ1950年の11月にはサ100形を半鋼製化してモニ220形に類似の外観としたサ150形が近畿車輛（近車）（151 - 154・161 - 164）と帝国車輌（帝車）（155・156）で落成、翌年1月にも帝車で165・166が落成して12両が出揃った。これらについても前回同様151 - 156が北勢線に、161 - 166が三重線に配置され、ここにおいてようやく種々雑多な在来客車の淘汰による輸送状況の改善が実現した。
このように、三重交通統合前に北勢電気鉄道が設計・改造した客車が三重交通成立後も同社の客車設計の基本となり、また電車も旧北勢車の設計ほぼそのままで戦後リピートオーダーされたことから、当時の三重交通における旧北勢電気鉄道の発言力が大きなものであったことがうかがわれる。だが、その一方で以後の新車は観光輸送への対応を理由として三重線（および1,067mm軌間の志摩線）に優先的に配置されており、1950年代初頭までの北勢線の隆盛ぶりと、以後の三重交通における湯の山温泉に関連する観光開発投資の規模の大きさが見て取れよう。

## 車体
サ100・150形およびサ381はいずれも窓配置が1D (1) 5 (1) D1, サ391は1D (1) 4 (1) D1, サニ431はd (1) D (1) 2 3 (1) D（d：荷物室扉、D：客用扉、 (1) 戸袋窓）となっており、新造車はサ381がプロトタイプとなったことが判る。また、この内サニ431だけは側扉位置が車体両端に寄せられているが、これは当時北勢線に在籍していた北勢鉄道以来の木造客車（サニ401・411・421形）の仕様および窓配置に準じている。
構造面では、いずれも鋼製台枠と比較的大きな2段上昇式窓、浅いシングルルーフ（一重屋根）を備える角張った形状で共通する。ただし、世相がやや落ち着いてから製造されたサ150形は同時期に北勢・三重の両線区へ新製配置されたモニ220形増備車と同様の外観デザインを備える半鋼製車体を与えられたが、それまでの各形式は資材調達やメーカーの工作の容易さなどから木製外板となっていた。
また、在来車の部品を流用したサニ431・サ381はそれぞれ台枠形状に大きな特徴があり、前者は側面に直接無骨なアンダーフレームが露出した補強用のトラス棒のない魚腹式に似た台枠、後者は両端のステップ部分で台枠が1段引き下げられていたのを再度通常の高さに引き上げたために生じたV字型の台枠垂下部分、と一見してすぐそれとわかる特異な形状であった。

## 主要機器
台車は木造車グループは全車一般的な軸ばね式の菱枠台車を採用していたが、近車に帝車と名の通ったメーカーで製造されたサ150形は、いずれも住友金属工業製の鋳鋼軸ばね式台車を装着して竣工しており、乗り心地の改善が実現している。この鋳鋼台車は戦前の気動車用に由来するシンプルな設計のものであるが、鋳鋼製側枠故にゆるみや狂いの問題が出ず、剛性も高かったことから、ここ三重でも多少の変更を加えることで、続くサ360形に同様の台車が採用されている。
ブレーキは当初は手ブレーキのみであったが、貫通制動の整備が保安上求められたため、全車とも1952年2月までに非常弁付き直通空気ブレーキ（STEブレーキ）を備えるようになった。ブレーキシリンダーは車体裝架で、ブレーキシューは片押し式であった。
連結器は全車とも当初ピン・リンク式を採用し、三重線向けは中心高350mm、北勢線向けは中心高380mm、と30mmの高さの相違があった。このため、転籍時には高さ調整を行う必要があり、連結器胴受け部分は容易に部品交換可能としていたが、北勢線向けについてはさらに近鉄合併後の1966年に車両の増解結作業の容易化を目的として、上作用式のCSC91自動連結器への交換が実施されている。

## 運用
これらの改造あるいは新造による客車群は、投入後直ちに在来の小型客車を駆逐した。
まず北勢線では開業以来の木造客車群が全車余剰車扱いとなって三重電気鉄道松阪線へ転籍、あるいは尾小屋鉄道へ売却され、三重線でも中勢鉄道上がりの老朽車から順に処分が進んで、体質改善と安定した輸送力確保の大きな支えとなった。
この後、木造車は運輸省の通達で淘汰の必要に迫られたため、続くサ360・2000形計15両の導入もあって順次除籍され、1964年の湯の山線改軌時に最後まで残っていたサ381が廃車となって三重線系統の木造車は全廃となった。
これに対し、サ150形は1962年にサ2000形最終増備車の三重線への投入に伴う車両需給の都合から、同線配置の162が北勢線へ転籍し、車番も北勢線最終車であった156の続番となる157に変更された。
このように、三重交通時代は北勢線用と三重線用で車番を区分する方式が厳守されていたが、三重線に残った161・163 - 166も1965年の近鉄合併時に158 - 162に整理・改番され、北勢線用と三重線用での番号区分は廃止された。
半鋼製車であり、しかも総数12両と近鉄特殊狭軌線系統の付随車では最大勢力であったことから、サ150形は他の客車が淘汰された後も長く使用された。特に北勢線在籍車については1977年の北勢線近代化に伴う270系導入開始まで主力車として運用されており、新造当初見られた電気機関車牽引の客車としての使用は1966年の連結器交換で不可能となったものの、モニ210形やモニ220形といった電動車が同形式を牽引する姿は、近鉄特殊狭軌線各線で長く見られた光景であった。
こうして25年以上に渡って使用されたサ150形であるが、その廃車は段階的かつ集中的に実施された。
まず、1977年の270系導入に伴って余剰となった151 - 157が内部・八王子線へ転籍となり、従来両線で運用されていた158 - 162や松阪電気鉄道由来のサニ110形・サ120形（初代）などが淘汰された。老朽化が著しかった旧形車両の淘汰だけではなく本形式の同型車間での置き換えも発生しているが、これは内部・八王子線で使用されていた車両の連結器を交換するよりも車両ごと交換済みのものに入れ替えてしまった方が、北勢線からの車両移送に要する費用を計算してもなお低コストであったためと見られている。続いて、158 - 162を追い出した側の151 - 157も1982年より実施された内部・八王子線の近代化事業に伴う260系の導入で1983年までに全車廃車された。
これらは廃車後すべて解体処分されており、保存車は存在しない。